# ست نومریچ
ست نومریچ (زاده ۱۹ ژانویه ۱۹۸۷) بازیگر صحنه و تلویزیون آمریکایی است. (نام خانوادگی وی «نوم ریک» تلفظ شده‌است)

## فیلم‌شناسی
- 2002: How to Kill a Mockingbird as Kevin
- ۲۰۱۱: سرباز رومئو
- 2016: Macbeth: Unhinged as Macduff
- ۲۰۱۶: امپراتوری

تلویزیون
- 2010: Gravity
- ۲۰۱۲: همسر خوب
- ۲۰۱۲–۲۰۱۷: انقلاب: جاسوسان واشینگتن
- ۲۰۱۷: میهن
- ۲۰۱۹: خانم وزیر

1. ↑  "Seth Numrich – Questions and Answers – Interview". newyorktheatreguide.com. Archived from the original on 30 اكتبر 2016. Retrieved 6 October 2015. {{cite web}}: Check date values in: |archive-date= (help)